# 基因重複

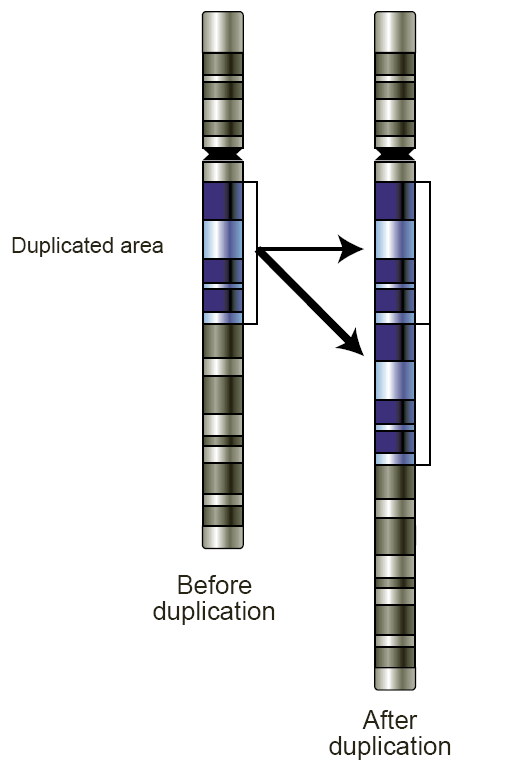
圖左圖右是染色體在重複發生前後的差異。

基因重複或稱複製基因（英語：Gene duplication (or chromosomal duplication or gene amplification)）是指含有基因的DNA片段發生重複，可能因同源重組作用出錯而發生，或是因為反轉錄轉座（retrotransposition）與整個染色體發生重複所導致。不過這些基因的複製品通常可倖免於大自然選擇壓力，也就是說，這類突變在生物體中一般無負面的影響。不過也因為帶了更多基因需要拷貝，也因此過程中發生出錯突變的速度高於有功能的單一版本基因。
綜上所述，基因重複在演化過程中會扮演重要角色，近百年中受到科學界中許多成員的支持。大野乾在1970年的著作《基因重複造成的演化》（Evolution by gene duplication）中發展了這個理論。複製基因在植物尤其重要。因為在植物中，無論是單基因，粒線體，或全基因體，複製是推動其全基因體演化的主要力量。此外科學家認為，酵母菌的整個基因組，在1億年前經歷了重複作用。植物體內也常見基因組的完整重複現象，例如小麥的6倍體，就是6個基因組的複製品。
由基因體複製而來的演化是一種天擇的機制，許多新物種因此產生。複製基因被公認為是一種演化的表現，因為它是一個在細胞內隨機發生的突變事件，其中的DNA複製品會因此延續，而且所有的基因都在上面，也就是完全的複製。由這種複製而來的兩段基因會遺傳給在這細胞中全部的後代，而也導致了這段基因比較容易發生再次突變或受到天擇。分子演化學的中心學說，說明了幾乎每段基因都會因為現有的基因，而受到強烈的天擇壓力，但複製基因卻少受到此壓力的影響，因此可以累積許多突變後產生的新功能。

## 基因重複在演化事件中所扮演的角色

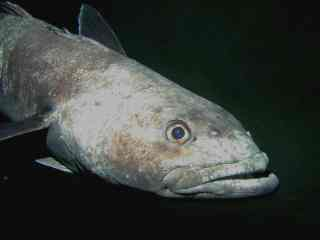
Dissostichus mawsoni in McMurdo Sound

重複的基因會導致基因體額外的複製，且不會受到天擇壓力的調控。其中有一種觀點認為，基因重複使得基因體的複製發生突變之後，並不會對生物體產生負面的影響。這種新基因的突變而產生的結果，可能會增加生物體的適存度，或是新的基因片段功能，產生適應性基因重複（adaptive gene duplications）。最著名的例子就是在極地生活的冰魚（Dissostichus mawsoni），其中的消化基因因為發生基因重複的突變，而導致基因有了抗凍蛋白的表達功能。另一種觀點認為，兩種複製的基因同樣都會累積退化的突變，基因重複的缺陷也能相輔相成。這會導致複製基因中性的次功能化，以及DDC模式（duplication-degeneration-complementation model）的產生，此種模式預期複製後的重複基因在不同調節片段可能發生失去功能的突變，導致重複基因彼此之間必須相互輔助另一個重複基因缺少的功能，因此兩個複製的基因都必須被保留。

從生物體的結構來看，蛋白質和DNA序列的同源性是根據共同祖先的來源而定義的，無論是因為物種種化而產生了直系同源的基因序列，或是因為基因重複（duplication event）而產生了旁系同源的基因序列，來自共同祖先但卻不相同的DNA片段可能有這兩種序列

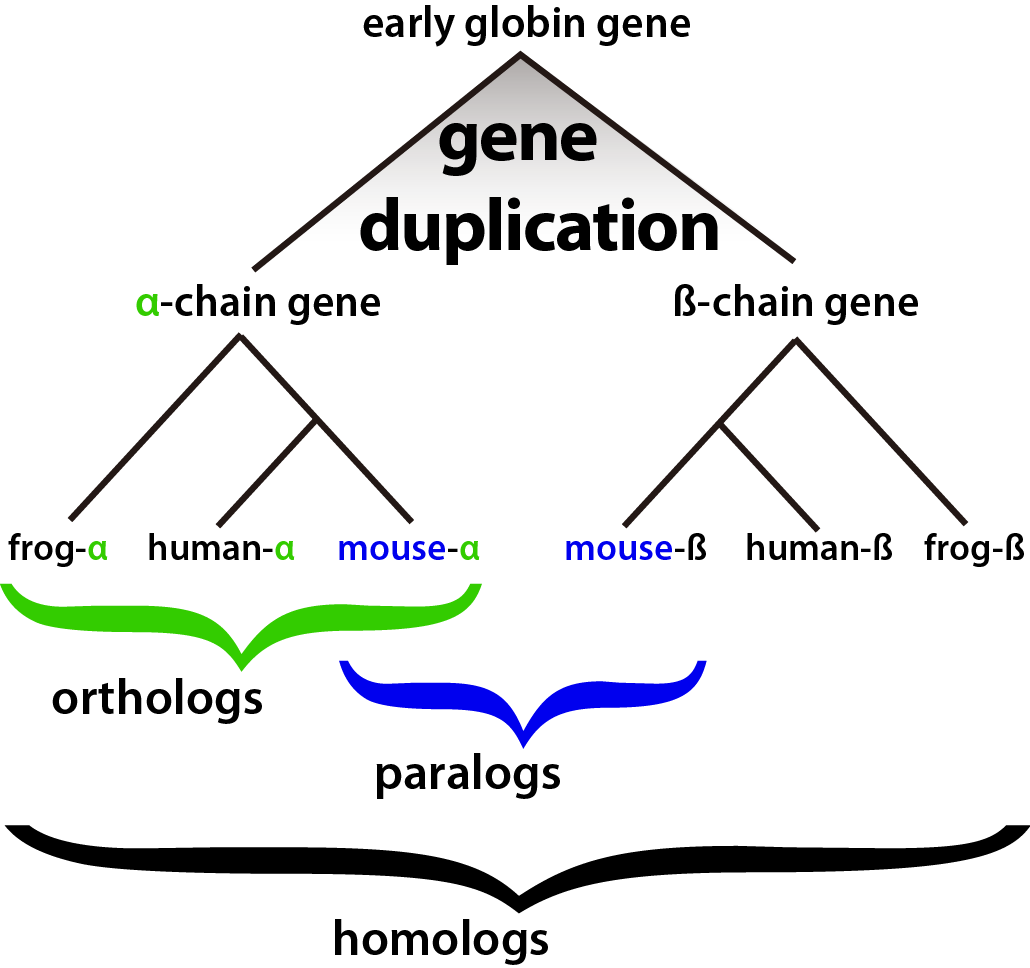
globin gene的旁系同源，直系同源關係圖

。重複事件來自相同祖先物種的但卻不同物種種直系同源的基因序列，在經過基因重複之後，所轉譯出的蛋白質會有類似的功能或結構。相較之下，旁系同源的基因序列所轉譯出的蛋白質則不一定有類似的功能，儘管它們出自於同一種祖先物種，仍會演化出新的功能。
在生物學的研究當中，區分旁系同源與直系同源的基因序列是非常重要的（也相當困難），利用人類的基因進行功能性的實驗往往都能在其他物種上成功試驗，前提是必須在該物種的基因體內找到和人類來自相同的同源序列，而且是直系同源的基因序列，才能成功的進行試驗。如果該序列是來自從基因重複事件的旁系同源，該物種與人類的功能就會有非常大的不同。由一個或多個重複基因組成的基因家族可能會被跳躍基因（transposable elements）影響，顯著地造成重複基因之間序列的變異，最後造成趨異演化。這也可能會因為序列的產生很大的變化，給予了同源的重複基因之間轉換的機會。

## 產生基因的機制

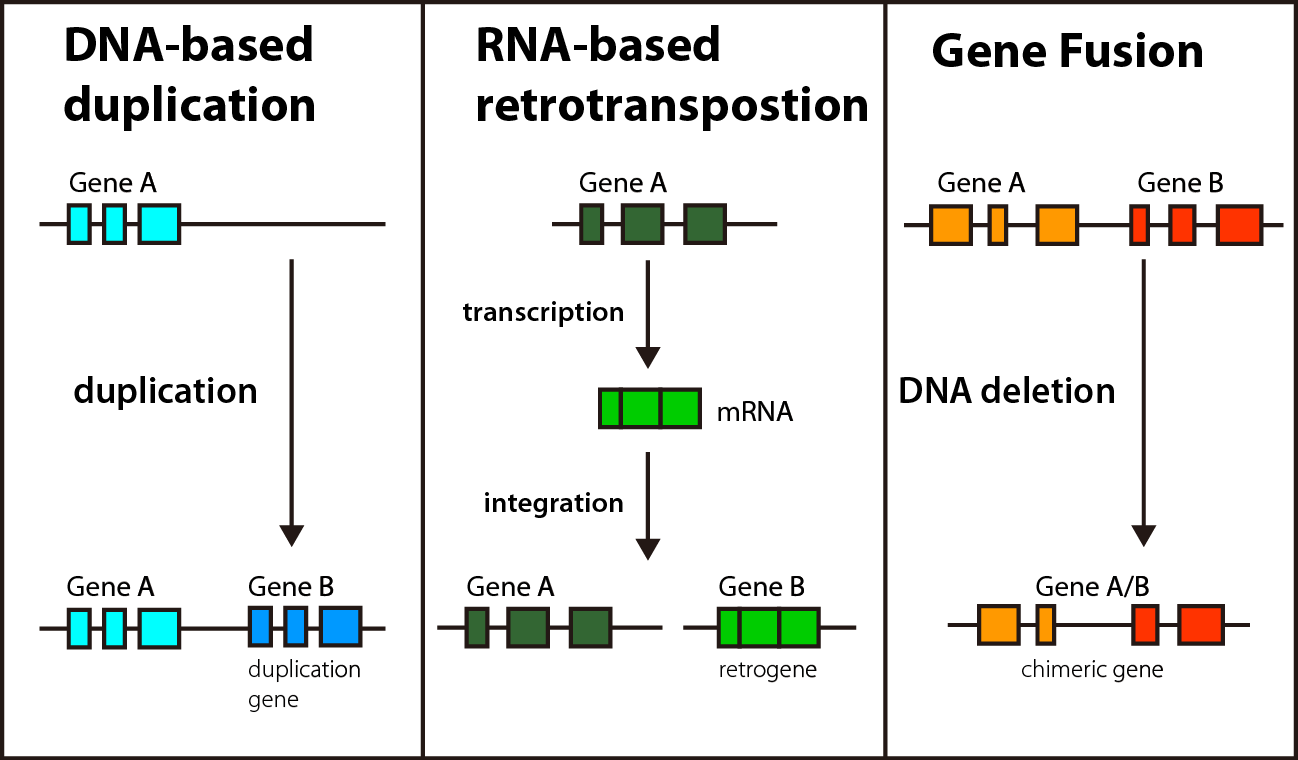
三種創造基因的不同機制

在一段DNA序列中，利用基因的特徵與該物種缺乏的基因序列，和相對應的區域特徵進行比較，可以推測出是哪種機制造成此序列的產生。最常見的過程為基因利用重複而產生的機制，以DNA或RNA為基礎的重複機制都能產生新的基因。
以DNA為基礎的複製機制一般包含不等互换，可能會導致在原先存在的多基因族中，基因複製數量的膨脹。不對等聯會也會在反覆因子（Repetitive elements）中發生，像是跳躍基因會導致非同源染色體上單複製基因的重複，以及複製基因的插入。以RNA為基礎的複製機制，或是反轉錄複製（retroduplication），會發生在一個已經轉錄好的mRNA要被反轉錄並插入到新的基因體位置上。一個基因的產生，也可以由兩個完全不同基因的融合（Gene fusion）而形成一個新的鑲嵌基因，或是利用原先存在的外显子的增加與重新排列而得到新的基因。

## 複製基因對演化的短期影響
有許多演化現象是藉由複製基因而產生的。現存許多利用基因複製的機制來解釋新功能及蛋白質產物如何出現的假說。雖然每一假說都能給予一些解釋，但對它們相對的重要性卻仍不了解。

### 基因的保存
雖然複製基因只會發生在單一細胞中（無論是單細胞生物或是生殖細胞），但其仍要和其他無複製基因的細胞抗衡。若是這複製影響了細胞原本的功能，該細胞的適存度或生殖成功率則會比其他競爭對手還低，導致快速的死亡。而若此複製基因對適存度無影響，則就會在這族群中留存下來。在某些例子中，複製基因會甚至馬上會對細胞的適存度有著正面的影響。

### 劑量效應（Dosage effects）
劑量這個名稱的由來，是因為取決於單位時間內每一個細胞中，能複製出的mRNA和其轉錄出蛋白質分子的數量。若是基因產量小於理想產量，則引發出下列兩種突變來增加其蛋白質產量。
- 使啟動子突變以增加基因表現量。
- 利用基因重複增加可被轉錄的基因量。擁有越多的重複基因越可以在同一時間擁有較多的基因產物。假設基因表達沒有一個負回饋的調控，基因產物就會隨著每一次的基因重複而增加，直到蛋白質產物達到上限為止。

此外，在正向選汰（positive selection）的正回饋中，重複的基因可能馬上會對族群量產生有利條件或是使得族群量增加。在這種情形中，就不需要以突變來保存基因。但是久而久之，突變卻仍可能發生，使基因產生了不同的功能。
劑量效應也可能擇汰掉產生重複基因的細胞。舉例來說，當一細胞中的新陳代謝網絡很和穩定時，它只能承受一些數量的基因產物，此時，重複基因就會對這平衡產生影響，從而引發細胞的凋亡。

### 對活性的影響
在沒有立即對適存度產生效果的基因複製，若該基因累積的突變只會使蛋白質轉錄能力降低而不是完全抑制的話，其仍是可能被保留下來的。在這假說中，分子的功能（像蛋白質或是酵素的活性）在複製後仍會對細胞有最低的效用（最低效能指當只有一個基因座時的效能）。雖然複製基因會使活性降至複製前之下，但是缺少了一段基因卻可能產生不利的影響。

## 複製基因對演化的長期效應
若複製的基因被保留下來，則該段基因最終的命運是會面臨隨機的突變進而變成一段無功能的基因。像這種仍帶有序列同源性的基因殘留物，又稱為”無用的基因”，有時仍可發現被保留在基因體中。在複製基因間的功能分化則是複製基因另一個可能的走向。

### 新功能的產生
新功能這一說最早是由Force et al.於1999年提起。但關於其機制的假說卻早在1970年Ohno就提出了。在基因複製長遠的影響中，新功能假說說道，一段複製基因仍會維持在複製前的功能，而另一段則獲得了另一個完全不一樣的功能。這就是我們所知的MDN模型（mutation during non-functionality）。但卻有人認為應該是由無功能化（non-functionalization）而來：基因失去功能是因為突變的累積。

#### Dykhuizen-Hartl Effect（中性過程）
在這假說中，新功能的產生是由於在蛋白質表達區突變的累積所致。這種中性的突變是由基因漂變而來。雖然一開始的基因頻率的增加並非由適應而來，但久了以後在生態或生化環境下卻也可能會轉為因為適應而存在。因此，這可能沒有正向選汰參與在其中。

#### IAD假說（適應過程）
IAD代表的是革新（Innovation）、增幅（Amplification）、分化（Divergence），主要在解釋當舊基因保有舊功能時，新基因的演化。Innovation，新分子機制的建立，可由任何適合的基因或蛋白質而來。舉例來說，雖然酵素通常只會促成一種反應，但有時促成的反應卻能超過一種。像這種多樣且主流的蛋白質功能若是能帶給生物體好處的話，則此基因會被額外的複製。像細菌上帶有這種功能且能快速被複製的質體就是最有名的例子，在這質體上的任何基因都會被複製且表達出蛋白質來，並有著各式各樣的功能。在許多基因被複製並傳給下一代後，其中一些基因會累積複製，並從部分活躍變成主要活躍的基因。

### 次功能的產生（Subfunctionalization）
次功能化在1999年由Force et al.第一次被提出。這個假說需要一個在複製前就擁有一些不同功能的祖先基因，其後代基因會改變以對其中一些特別的功能做更好的詮釋。現在有至少兩種模型（DDC和EAC）被歸在次功能化中。

#### DDC假說（中性過程）
DDC假说指的是複製（Duplication）、退化（Degeneration）、互補（Complementation）。這個的第一步為基因複製，複製出來的基因不有利但也不有害，因此在族群的個體中存在的比例較低。根據DDC假說，這時期的中性漂變會導致這兩段基因對亞功能產生互補，而這是由會降低活性的突變經過不同世代不段累加所致。這兩段突變的基因會一起提供和複製前的祖先基因相同的功能。但，若將其中一段基因移除，功能就無法被完整表達出來，也會對生物產生不利的影響。因此，在這個階段的晚期這兩段基因會面臨強烈的擇汰壓力。最後，這些基因將會永久的被保存在生物體的基因座中。

#### EAC假說（適應過程）
EAC假说（Escape from Adaptive Conflict）這個演化過程的提出早於複製基因的發現。一個單獨的基因（非複製而來），同時演化出兩個有利的功能。因為這兩種功能皆無法產生最強的效能，因此稱為基因的“適應的衝突”。在這情形下，多功能的基因因而演化出來，並且經過複製後，亞功能被一些特別的後代基因中凸顯了出來。這假說的結果與DDC相似，最後會有兩個同源但功能皆特化的基因產生。但和DDC假說不同的是，EAC假說將重點著重於基因複製前的多功能時期，並將在複製過後才有益的特化基因作區分。在EAC假說中，正向選汰為推動複製後發展的主要力量，但DDC假說強調的力量是中性的。